# Айвазовський (теплохід)
«Айвазовський» — радянський пасажирський теплохід (1977—2013), який виконував круїзи по Чорному і Середземному морях. У 1990-ті — 2000-ті роки мав назву «Karina», «Primexpress Island», «Rochdale One», використовувався як плавуче казино, студентський гуртожиток.

## Історія
Побудований в єдиному екземплярі для Радянського Дунайського пароплавства на нормандській верфі компанії Chantiers Dubigeon, прибув до власника 25 серпня 1977 року. У перші роки круїзи на теплохід продавалися в комплекті з річковими турами по Дунаю, які закінчувалися в румунській Констанці, де пасажири могли пересісти на «Айвазовський» для того, щоб продовжити подорож по морю.
1991 року після розпаду Радянського Союзу судно належало українським власникам, кілька разів було арештоване в різних портах через несплачені рахунки. У квітні 1996 року корабель зафрахтувала німецька компанія Phoenix Reisen для здійснення круїзів по Середземномор'ю з турецького порту Анталії і перейменувала на «Karina».
У 2000 році теплохід продано кіпрській фірмі Shipping Limited, після чого здано в оренду компанії Primexpress Cruises і перейменовано на «Primexpress Island». Протягом наступних двох років судно працювало поблизу острова Кіпр як плавуче казино. У вересні 2002 року «Primexpress Island» заарештовано в порту Лімасола через заборгованість за рахунками.
Внаслідок тривалих переговорів судно продано нідерландській готельній асоціації для використання під студентський гуртожиток, ходове застосування судна власники вважали недоцільним через поганий технічний стан. У березні 2004 року теплохід відбуксирували в Грецію, далі — в Амстердам, де в липні 2004 року завершено відновлювальні роботи. Нові власники дали судну назву «Rochdale One». Після ремонтних робіт на теплоході пройшли ходові випробування, які показали, що він у робочому стані. Від 20 вересня 2004 року судно використовувалося як студентський гуртожиток.
У серпні 2009 року судно пройшло плановий ремонт. 29 серпня 2011 року його відбуксирували з Амстердама в Роттердам .
Згодом корабель продали лівійській компанії і в лютому 2012 року відбуксирували в Триполі. 2013 року утилізовано в турецькому порту Аліага.
9 серпня 2013 року в храмі Свято-Костянтино-Єленинського Ізмаїльського чоловічого монастиря на прохання екіпажу на знак прощання з теплоходом архімандрит Сергій відслужив молебень святителю Миколаю Угоднику .